# عبدل‌آباد (دامغان)
عبداله آباد یک روستا در ایران است که در دهستان دامنکوه (دامغان) واقع شده‌است. عبداله ۸۵۰ نفر جمعیت دارد.